# ایلکو (نوادا)
ایلکو، نوادا (به انگلیسی: Elko, Nevada) یک شهر در ایالات متحده آمریکا است که در شهرستان ایلکو، نوادا واقع شده‌است.

## خصوصیات
ایلکو ۳۷٫۵ کیلومترمربع مساحت و ۱۸٬۲۹۷ نفر جمعیت دارد و ۱٬۵۴۴ متر بالاتر از سطح دریا واقع شده‌است.